# Mary Elizabeth Peters
Mary Elizabeth Peters (ur. 6 lipca 1939 w Halewood) – brytyjska lekkoatletka, wieloboistka.

## Życiorys
Mistrzyni olimpijska z Monachium (1972) w pięcioboju. Startowała także w Igrzyskach Olimpijskich 1964 (14 miejsce w pchnięciu kulą i 4 w pięcioboju) oraz w Meksyku w 1968 (9 miejsce w pięcioboju). W roku 1970 zwyciężyła w konkursie pchnięcia kulą i pięcioboju lekkoatletycznego podczas Igrzysk Brytyjskiej Wspólnoty Narodów, a w 1974 powtórzyła ten sukces w pięcioboju. Startowała wówczas w reprezentacji Irlandii Północnej.

## Odznaczenia
- 1973 – Kawaler Orderu Imperium Brytyjskiego (MBE)[1]
- 1990 – Komandor Orderu Imperium Brytyjskiego (CBE)[2]
- 2000 – Dama Komandor Orderu Imperium Brytyjskiego (DBE)[3]
- 2015 – Order Towarzyszy Honoru (CH)[4]
- 2017 – Order Świętego Jana Jerozolimskiego (DStJ)[5]
- 2019 – Order Podwiązki (LG)[6]